# Pacyficzny Pierścień Ognia

Pacyficzny Pierścień Ognia

Pacyficzny Pierścień Ognia, także: Okołopacyficzny Pas Sejsmiczny (ang. (Pacific) Ring of Fire, także: Circum-Pacific belt) – strefa częstych trzęsień ziemi i erupcji wulkanicznych, złożona z pasu rowów oceanicznych, łuków wyspowych i aktywnych wulkanów, która otacza niemal nieprzerwanie Ocean Spokojny na długości ok. 40 tys. km. W Pacyficznym Pierścieniu Ognia znajdują się 452 wulkany, i występuje tu ok. 90% wszystkich trzęsień ziemi na świecie.

## Położenie
Pacyficzny Pierścień Ognia – złożony z rowów oceanicznych, łuków wyspowych i aktywnych wulkanów – otacza niemal nieprzerwanie Ocean Spokojny na długości ok. 40 tys. km.
Do Pacyficznego Pierścienia Ognia zaliczane są następujące obszary (od zachodu na wschód, zgodnie z ruchem wskazówek zegara):
- Nowa Zelandia
- Rów Kermadec
- Rów Tonga
- Rów Bougainville’a
- Rów Sundajski
- Indonezja
- Nowa Gwinea
- Filipiny
- Rów Filipiński
- Rów Mariański
- Rów Izu-Ogasawara (Bonin)
- Rów Riukiu
- Japonia
- Rów Japoński
- Rów Kurylsko-Kamczacki
- Kamczatka
- Aleuty
- Rów Aleucki
- Alaska
- Kalifornia
- Meksyk
- Rów Środkowoamerykański
- Gwatemala
- Kolumbia
- Ekwador
- Peru
- Rów Atakamski
- Chile
- Góry Kaskadowe

Do „Pacyficznego Pierścienia Ognia” zaliczane są również Wyspy Galápagos oraz Hawaje, leżące wewnątrz pierścienia.

## Geologia

Rozmieszczenie płyt tektonicznych

Cechą charakterystyczną są strefy subdukcji zarówno we wschodniej, jak i zachodniej części pierścienia. Wzdłuż Ameryk pod płytę północnoamerykańską wchodzą płyty tektoniczne Nazca i kokosowa (przy czym płyta kokosowa wchodzi również pod płytę karaibską), także płyta Juan de Fuca i płyta pacyficzna. Po stronie azjatyckiej płyta pacyficzna wchodzi pod płytę filipińską i płytę indoaustralijską na zachodzie i pod płytę antarktyczną na południu.
Równocześnie dno Pacyfiku przyrasta w strefach spreadingu na dnie oceanu (Grzbiet Wschodniopacyficzny). Obejmuje nieomal ciągły pas rowów oceanicznych wzdłuż wybrzeży obu Ameryk, wschodniej Azji oraz rowy Kermadec i Tonga, wzdłuż których znajdują się strefy wulkaniczne typowe dla stref subdukcji. Ponadto na Pacyfiku znajduje się szereg wulkanicznych łańcuchów górskich będących wynikiem plam gorąca. Z uwagi na częste trzęsienia ziemi strefę nazywany jest także Okołopacyficznym Pasem Sejsmicznym (ang. Circum-Pacific belt).
W „Pierścieniu Ognia” znajdują się 452 wulkany, w tym większość czynnych wulkanów Ziemi, i występuje tu ok. 90% wszystkich trzęsień ziemi na świecie. Leżą tu m.in. takie wulkany jak Pinatubo, Fudżi, Mount St. Helens czy Paricutín. Doszło tu do największych wybuchów wulkanów, trzęsień ziemi i związanych z nimi kataklizmów w historii, m.in. w 1815 roku odnotowano najpotężniejszą erupcję w XIX w. – wybuch wulkanu Tambora w Indonezji, a w 1960 roku u wybrzeży Chile – najsilniejsze w historii trzęsienie ziemi – wielkie trzęsienie chilijskie o magnitudzie 9,5 w skali Richtera.